# Welcome to Chili's
Welcome to Chili's è un singolo del rapper statunitense Yung Gravy e del rapper canadese bbno$, pubblicato il 16 gennaio 2020 come terzo estratto dal primo album in studio collaborativo Baby Gravy 2 e dal terzo album in studio di bbno$ I Don't Care at All.

## Video musicale
Il video musicale, diretto da Reggie, è stato pubblicato sul canale YouTube di Yung Gravy il 23 gennaio 2020.

## Tracce
Testi e musiche di Matthew Raymond Hauri, Alexander Leon Gumuchian, Nicholas Seeley, Ari Starace.
1. Welcome to Chili's – 2:37